# Quincy (Massachusetts)
Quincy (wymowa: /ˈkwɪnzi/) – miasto w Stanach Zjednoczonych, w stanie Massachusetts w hrabstwie Norfolk, w zespole miejskim Bostonu, nad zatoką Massachusetts (Ocean Atlantycki).
Quincy jest nazwane ku czci pułkownika Johna Quincy, dziadka Abigail Adams, a po którym otrzymał imię John Quincy Adams, szósty prezydent Stanów Zjednoczonych.
W mieście rozwinął się przemysł maszynowy, elektroniczny, chemiczny, poligraficzny oraz spożywczy.